# 玛丽亚路易莎公园

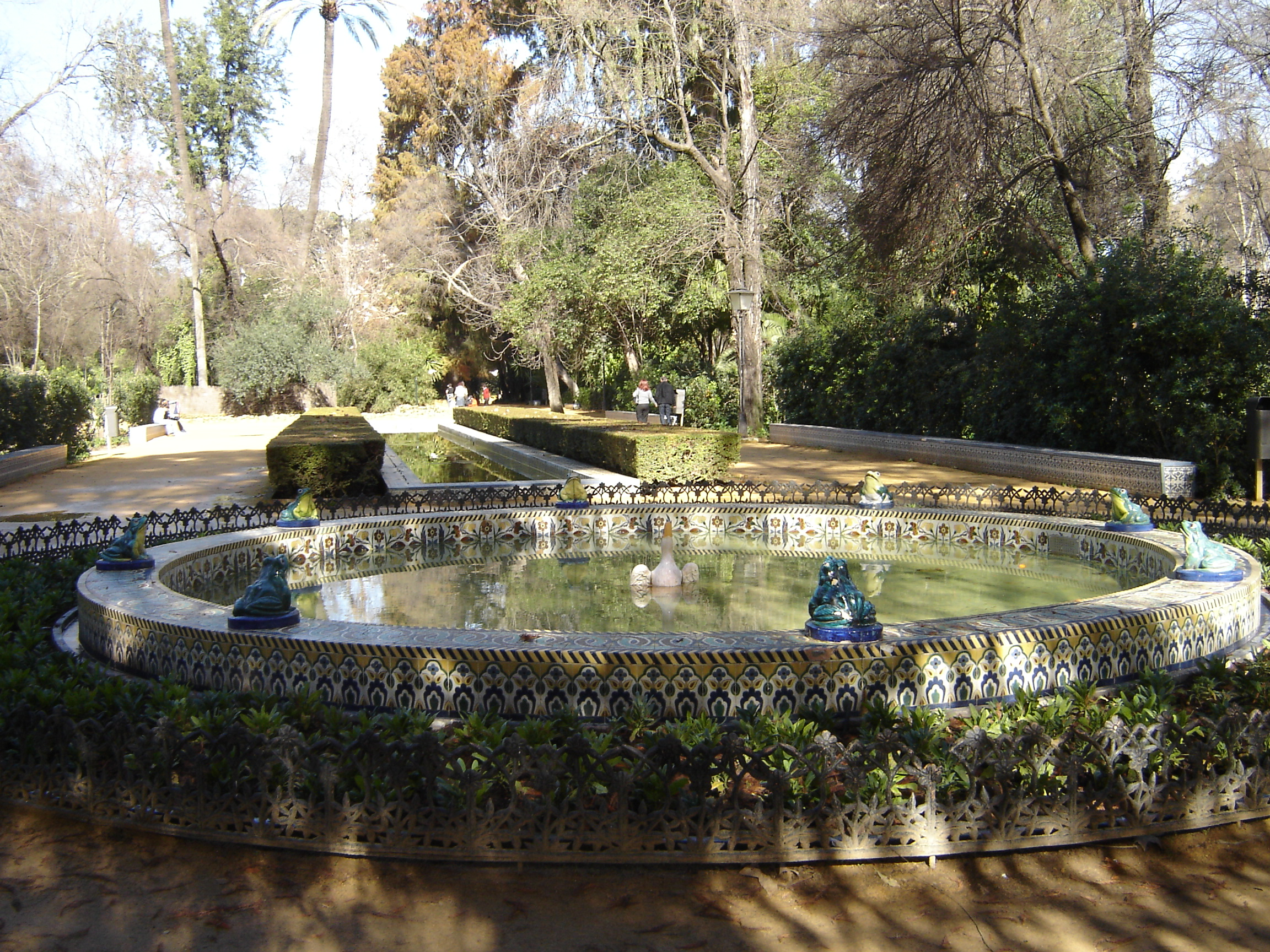
青蛙喷泉

玛丽亚·路易莎公园（Parque de María Luisa）是西班牙塞维利亚的一个公园，沿瓜达尔基维尔河伸展，是塞维利亚的主要绿化区域。

## 历史
玛丽亚·路易莎公园的大部分用地原为圣特尔莫宫的花园。1893年由公爵夫人捐赠给塞维利亚市作为公园。从1911年开始，让-克洛德·尼古拉·弗莱斯蒂埃重新设计成目前的形状。1914年，
建筑师阿尼巴尔·冈萨雷斯开始为1929年伊比利亚-美洲博览会兴建工程，博览会部分在此公园内举行。西班牙广场上新建的建筑物被用作博览会办公室。

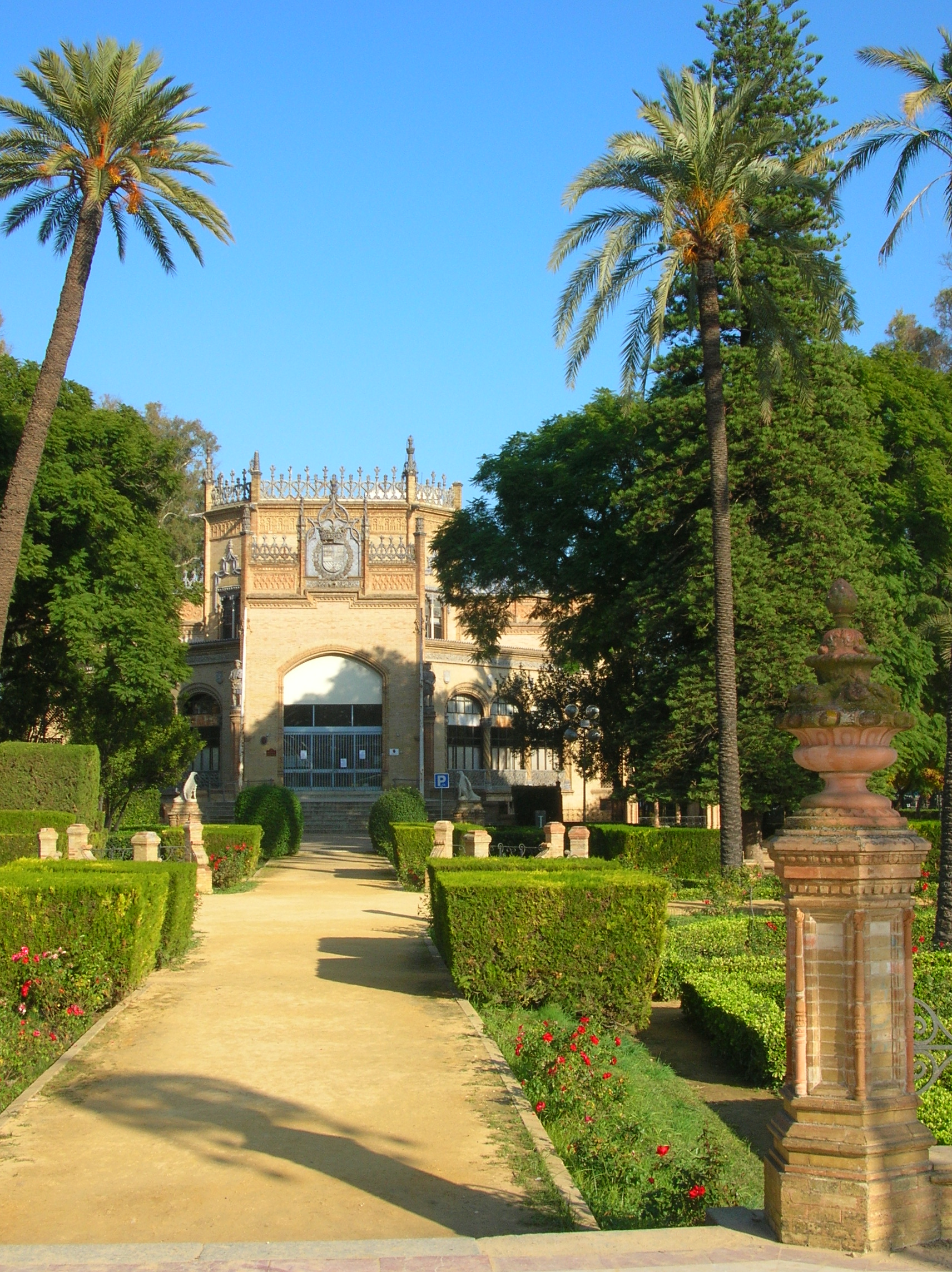
Pavilion Real
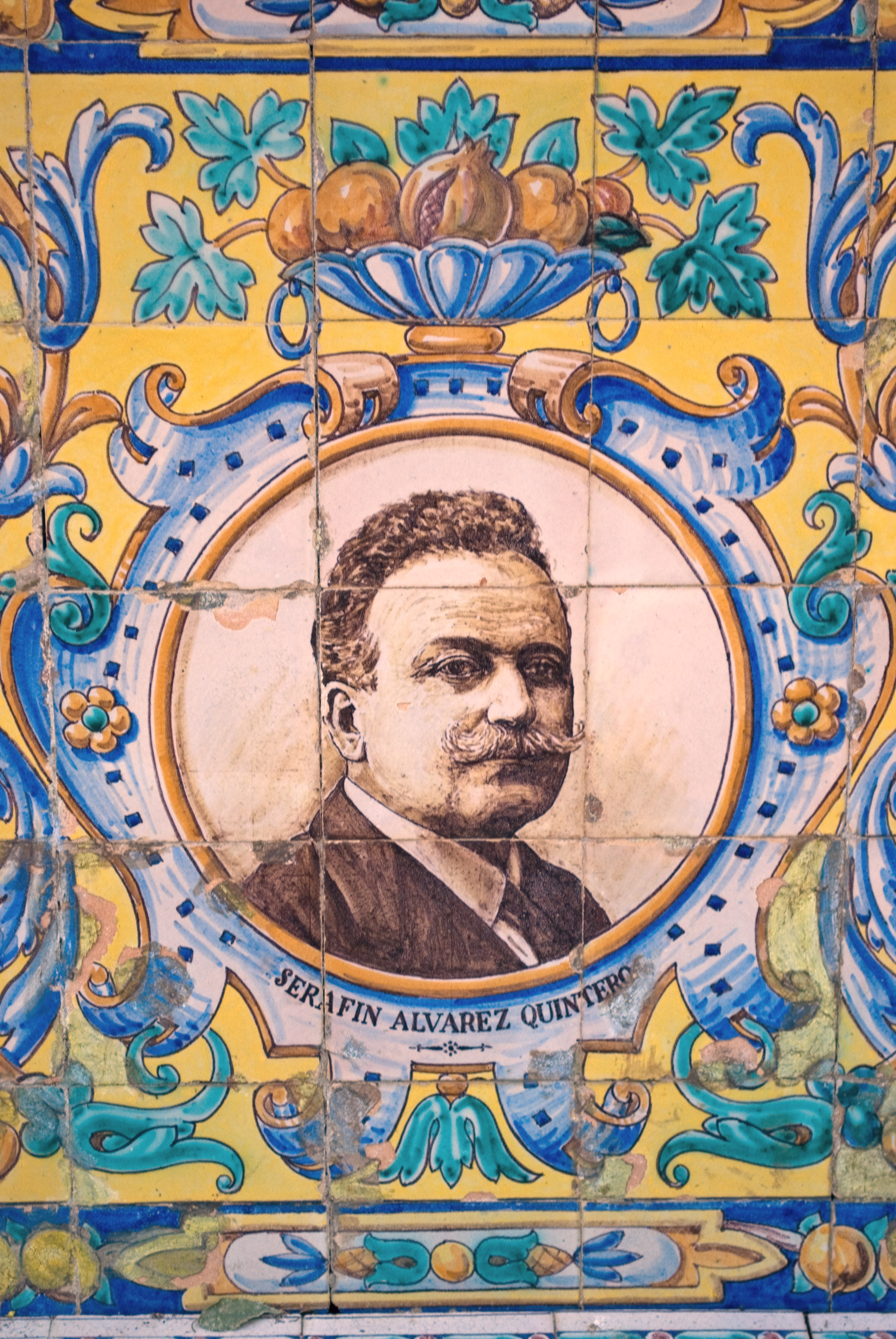
塞拉芬·阿尔瓦雷斯金特罗